# Rugosidade (hidráulica)
A rugosidade das paredes dos canais e tubulações é função do material dos quais são construídos, o acabamento da construção e o tempo de uso. Os valores são determinados em medições tanto de laboratório como em campo. A variação deste parâmetro é fundamental para o cálculo hidráulico e para o bom desempenho dos sistemas hidráulicos.
Rugosidade relativa, isto é, as condições internas de turbulência no líquido não têm influência na determinação do coeficiente f. Onde K é a rugosidade equivalente, ou seja, tamanho das asperezas, e K/D é a rugosidade relativa, grandeza esta de grande significado para se analisar a confiabilidade de uma expressão para cálculo das perdas. Verifica-se que neste intervalo o coeficiente depende das condições do escoamento e da rugosidade.